# Jean Craighead George

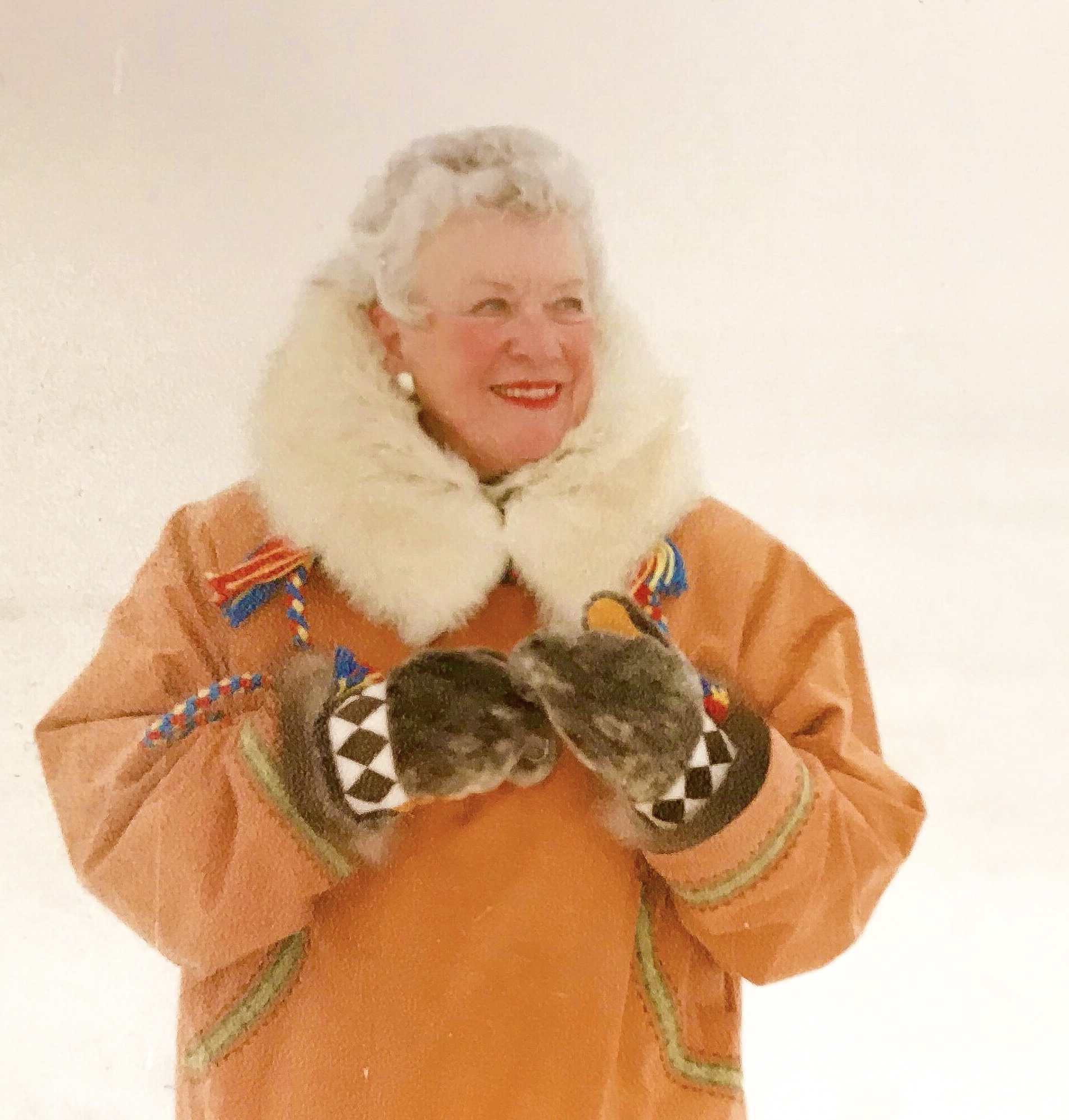
Jean Craighead George

Jean Craighead George (* 2. Juli 1919 in Washington, D.C.; † 15. Mai 2012 in Valhalla, New York) war eine US-amerikanische Schriftstellerin.

## Leben
George war die Tochter von Frank Cooper Craighead (1890–1982) und dessen Ehefrau Carilyn Johnson Craighead (1890–1993) und sie hatte noch zwei ältere Brüder. Verheiratet war sie ab 1944 mit John Lothar George (1916–1999).
Am 15. Mai 2012 starb Jean Craighead Georg in Valhalla (Westchester County) und fand auf dem Kensico Cemetery ihre letzte Ruhestätte.

## Rezeption
Berühmt wurde J. C. George durch das Werk Julie von den Wölfen, das mehrfach ausgezeichnet wurde. In diesem Buch wird von einem Mädchen erzählt, das eine Zeit lang mit der Natur im Einklang lebt. Im Laufe ihres Abenteuers erkennt sie, wie grausam der Mensch ist und entschließt sich wie ein Eskimo zu leben. Sie erfährt, dass ihr tot geglaubter Vater noch am Leben ist und sucht ihn auf. Jedoch muss sie erkennen, dass der Mensch, den sie kannte, doch gestorben ist.

## Ehrungen
- 1973 Newbery Medal für ihren Roman Julie von den Wölfen
- 1975 Deutscher Jugendbuchpreis für ihren Roman Julie von den Wölfen

## Werke (Auswahl)
Autobiografisches
- Journey Inward. Dutton Children’s Books, New York 1996. ISBN 0525-42154-8. (EA New York 1958)

Julie-Trilogie
1. Julie of the wolves. Thorndike Press, Waterville, Me. 2005. ISBN 0-7862-7955-9 (EA New York 1972)
Deutsch: Julie von den Wölfen. Dtv, München 1994. ISBN 3-423-07351-9 (übersetzt von Friedl Hofbauer).
2. Julie. Harper Collins, New York 1994. ISBN 0-06-023528-4.
Deutsch: Julie – Neue Freundschaften. Dtv, München 2003. ISBN 3-423-70792-5 (übersetzt von Beate Beheim-Schwarzbach, EA Aarau 1999)
3. Julie's wolf pack. 1997.
Deutsch: Julies Wolfsrudel. Sauerländer, Mannheim 2010. ISBN 978-3-7941-8103-2 (übersetzt von Ursula Schmidt-Steinbach, EA Aarau 1999)

Romane
- zusammen mit John L. George: Vulpes the red fox. Puffin Books, New York 2001. ISBN 0-14-131242-4 (EA New York 1948, von der Autorin illustriert).
- My Side of the Mountain. 1959. (illustriert von der Autorin)
  - Deutsch: Ein Jahr als Robinson. Ein Bubentraum wird Wirklichkeit. Müller, Zürich 1963 (übersetzt von Margaret Haas)
- Who really killed cock robin? Harper Trophy Books, New York 1992. ISBN 0-06-021980-7.
  - Deutsch: Rotkehlchen hat gesungen. Sauerländer, Frankfurt/M. 1973. ISBN 3-7941-0243-6 (übersetzt von Majka Gross)
  - Deutsch: Der Fall Rotkehlchen. Umweltsündern auf der Spur. Aare-Verlag, Frankfurt/M. 1995. ISBN 3-7260-0445-9 (übersetzt von Majka Gross)
- Hook a fish, catch a mountain. Dutton, New York 1975. ISBN 0-525-32155-1.
  - Deutsch: Angle dir einen Berg. Sauerländer, Aarau 1976. ISBN 3-7941-1501-5 (übersetzt von Friedl Hofbauer)
- Going to the sun. Harper & Row, New York 1976. ISBN 0-0602-1941-6.
  - Deutsch: Aufstieg zur Sonne. Dtv, München 1982. ISBN 3-423-07827-8 (übersetzt von Friedl Hofbauer, EA Frankfurt/M. 1977)
- River Rats, Inc. Dutton, New York 1979. =-525-38455-3.
  - Deutsch: Der Eidechsenjunge im Grand Canyon. Sauerländer, Frankfurt/M. 1981. ISBN 3-7941-2132-5 (übersetzt von Friedl Hofbauer)
- The cry of the crow. Harper Collins, New York 1980. ISBN 0-06-021956-4.
  - Deutsch: Morgens ruft die Krähe. Dtv, München 1988. ISBN 3-423-70136-6 (übersetzt von Ulla Neckenauer, EA Frankfurt/M. 1982)
- The talking earth. Harper Collins, New York 1983. ISBN 0-06-021975-0.
  - Deutsch: Stimme aus den grossen Sümpfen. Maier Verlag, Ravensburg 1989. ISBN 3-473-51706-2.
- Water sky. Harper & Row, New York 1987. ISBN 0-06-022198-4.
  - Deutsch: Der Ruf des weißen Wals. Arena Verlag, Würzburg 1994. ISBN 3-401-01663-6 (EA Solothurn 1986)
- Shark beneath the reef. Harper & Row, New York 1989. ISBN 0-06-021992-0.
  - Deutsch: Haie am Riff. Arena-Verlag, Würzburg 1994. ISBN 3-401-01740-3 (übersetzt von Elisabeth Epple)
- The missing 'gator of Gumbo Limbo. Harper Trophy Books, New York 1992. ISBN 0-06-020396-X.
  - Deutsch: Vermisst im Gumbo Limbo. Ein Umweltkrimi. Aare-Verlag, Aarau 1993. ISBN 3-7260-0397-5 (übersetzt von Ursula Schmidt-Steinbach)

## Verfilmungen
- James B. Clark (Regie): Ein Jahr als Robinson. USA 1969 (nach ihrem Jugendbuch My Side of the Mountain).